# شریک‌آباد (بافت)
شریک‌آباد روستایی در دهستان فتح‌آباد بخش مرکزی شهرستان بافت استان کرمان ایران است.

## جمعیت
بر پایه سرشماری عمومی نفوس و مسکن در سال ۱۳۹۵ جمعیت این مکان ۱۳ نفر (۴خانوار) بوده‌است.